# Stockamöllan
Stockamöllan is een plaats in de gemeente Eslöv in Skåne, de zuidelijkste provincie van Zweden. De plaats heeft 301 inwoners (2005) en een oppervlakte van 43 hectare.

## Verkeer en vervoer
Langs de plaats lopen de Riksväg 13 en Länsväg 113.